# UFO (série de televisão)
UFO (bra: UFO; prt: UFO: Alerta no Espaço) foi uma série televisiva do Reino Unido do gênero ficção científica criada e produzida por Gerry Anderson e Sylvia Anderson. Reg Hill participou da produção e a distribuição ficou a cargo da ITC Entertainment de Lew Grade. A série foi ao ar em 16 de setembro de 1970 e o último episódio (de um total de 26, com duração de 50 minutos cada) em 24 de julho de 1971.
O casal Anderson ficara conhecido anteriormente pelos seus diversos programas nos quais utilizavam marionetes no lugar de atores (Stingray, Thunderbirds e Captain Scarlet and the Mysterons). Em 1969, realizaram o filme para o cinema chamado Doppelgänger, com o título alternativo de Journey to the Far Side of the Sun.
Os temas da série não tem muito a ver com os do universo infanto-juvenil explorados nos programas das marionetes, sendo próprios de uma audiência adulta. Os episódios abordam assuntos tais como adultério, divórcio e uso de drogas. O elenco era formado por atores contratados do estúdio Century 21 e o protagonista, Ed Bishop, trabalhara como dublador em Captain Scarlet and The Mysterons.
Ed Bishop e Michael Billington morreram em junho de 2005, numa diferença de cinco dias dos falecimentos de um e de outro.

## Personagens
UFO tinha um numeroso elenco com os atores indo e vindo durante o curso do programa, principalmente George Sewell e Gabrielle Drake, pois deixaram a série durante o hiato na produção que ocorreu quando houve uma mudança de estúdio de gravação. Os personagens da agência SHADO tinham posições rotativas e ocasionalmente desapareciam — alguns retornando mais a frente em cargos diferentes. Apenas Ed Bishop apareceu em todos os episódios:

### Comandante Ed Straker (Ed Bishop)
Piloto da Força Aérea dos Estados Unidos e originariamente um astronauta. Nascido em Boston,Massachusetts, ele organizou a agência SHADO após uma série de ataques de OVNIs (UFO, no original em inglês) em 1970. Straker disfarça suas operações aparecendo como o líder do Estúdio de Cinema Harlington-Straker. O Quartel-General da SHADO localiza-se bem abaixo das instalações do estúdio.
Ele se casara com Mary Nightingale em 1970, mas se divorciaram após o nascimento de John, filho do casal. Presume-se que o casamento tenha terminado conforme um flashback do episódio "Confetti Check A-OK". Mary registrou o filho como John Rutland, nome de seu novo companheiro interpretado por Philip Madoc. John ficou gravemente ferido num acidente de carro e Straker, contrariando suas próprias regras, usou um aircraft da SHADO para voar até a América em busca de antibióticos para o filho. Porém, o segundo-em-comando, Coronel Freeman, quis que o voo fosse desviado para investigar alguns relatos de aparecimentos de OVNIs na Irlanda e o senso de dever de Straker o levou a aceitar a missão. As drogas chegaram tarde ao hospital e John veio a falecer (episódio "A Question of Priorities"). Em outras séries de ficção científica, os problemas são todos resolvidos ao final do episódio. UFO contrasta com essa proposta e fica claro que Ed Straker sacrificou completamente sua vida pessoal em prol da organização que comanda e que aprendeu a viver com isso, embora não esqueça dos sofrimentos que causou as pessoas que ama. Agindo de acordo com as circunstâncias, Straker se mostra tenso e infeliz, tornando-se um personagem complexo e simpático e que não se enquadra nos padrões estereotipados do gênero.
Curiosamente, Straker se recusa a beber álcool, mesmo existindo um grande bar no escritório da SHADO. Nos primeiros episódios sugere-se que ele fora um alcoólico no passado. Mas quanto aos cigarros, Straker não tem a mesma atitude e é visto fumando em alguns episódios. Straker sofre de claustrofobia, doença conhecida apenas pelo médico da SHADO, o doutor Alec Freeman. Esse personagem foi um co-piloto no episódio "Sub-Smash".
Outra característica é que a voz do personagem soa diferente da do ator na vida real, pois os episódios foram gravados na velocidade de 24 quadros por segundo mas na televisão a exibição é feita com a velocidade de 25 quadros por segundo.

### Coronel Paul Foster (Michael Billington)
Piloto de testes que teve o avião danificado quando um veículo aéreo da SHADO interceptou e destruiu um OVNI nas proximidades do espaço onde ele voava. Ao cabo de uma persistente investigação do incidente, ele colocou em risco o disfarce da SHADO e Straker chegou a pensar em matá-lo. Mas acabou por ficar impressionado com o rapaz e convidou Foster para ingressar na organização. Foster aparece algumas vezes como um protegido de Straker, assumindo diferentes postos a cada episódio. Ele algumas vezes é o comandante da Base Lunar (em substituição a Tenente Ellis) e tem posições de autoridade dentro do quartel-general da SHADO. Foster se disfarça como um dos produtores cinematográficos de Straker e manteve um breve relacionamento com a coronel Virginia Lake. Foster tem a distinção de certa vez ter sido amigo de um alienígena que acabou morrendo nas mãos da SHADO; sua atitude se tornou bastante cínica após esse acontecimento (contado no episódio "Survival").

### Tenente Gay Ellis (Gabrielle Drake)
Na primeira metade dos episódios ela aparece como comandante da Base Lunar. A tenete Ellis ocasionalmente sofre de falta de autoconfiança. Ela foi temporariamente afastada da SHADO quando se sugeriu que tivesse um envolvimento romântico com o piloto interceptador Mark Bradley (episódio "Computer Affair"). Por vezes ela aparece atraída por Ed Straker.

### Coronel Alec Freeman (George Sewell)
Foi o primeiro oficial e médico da SHADO até a terça parte da série. O ator deixou a série com a mudança dos estúdios. Um mulherengo com cerca de 40 anos de idade, é o braço direito de Straker e as vezes age como seu guarda-costas. Amigo de todos na SHADO, Freeman assume uma atitude mordaz diante dos conflitos de Straker para manter a SHADO em funcionamento e protestou uma única vez contra uma decisão, oferecendo sua renúncia (episódio "Computer Affair"). Melhor amigo de Straker e padrinho do seu casamento, Freeman foi o primeiro operativo recrutado para a SHADO por Straker (visto no episódio "Confetti Check A-OK").

### General James Henderson (Grant Taylor)
Oficial superior de Straker, Henderson lidera a Comissão Internacional de Astrofísica, a fachada da SHADO, e é responsável pela obtenção de fundos e equipamentos governamentais para manter a agência em operação. Straker e Henderson discutem frequentemente sobre as necessidades da SHADO e a realidade econômica.

### Coronel Virginia Lake (Wanda Ventham)
Virginia Lake aparece pela primeira vez no episódio de abertura ("Identified"), como uma cientista da SHADO e uma conquista romântica de Alec Freeman. Durante o último quarto da série, Lake retorna para, ironicamente, assumir o posto de primeiro oficial da SHADO em substituição a Freeman. Uma especialista em computação, ela também serviu como comandante da Base Lunar. Ela esteve envolvida romanticamente com Paul Foster durante um tempo. Manteve inicialmente uma relação de trabalho tensa com Straker mas no último episódio é vista próxima e o confortando ("The Long Sleep").

### Capitão Peter Carlin (Peter Gordeno)
No início da série, Carlin é o comandante do submarino SkyDiver e piloto da nave de interceptação Sky One. Em 1970, Carlin e sua irmã encontraram um OVNI e foram atacados; ele foi baleado e ficou ferido, enquanto sua irmã desapareceu. Ele entrou para a SHADO na esperança de descobrir o que aconteceu com a irmã ("Identified").

### Tenente Nina Barry (Dolores Mantez)
Uma das primeiras recrutadas para a SHADO, Barry trabalha na Base Lunar e no último episódio substituiu a tenente Ellis como a oficial-comandante. Ela também serviu a bordo do Skydiver  ("Sub-Smash"). Uma das muitas mulheres atraídas por Straker, ela é a segunda personagem mais frequente da série, aparecendo em 23 dos 26 episódios.

### Capitão Lew Waterman (Gary Myers)
No início era um piloto interceptador baseado na Lua. Waterman mais tarde foi promovido para capitão e substituiu Peter Carlin como o oficial comandante do Skydiver e piloto do Sky One. Ele ficou amigo próximo de Paul Foster (sugerido em "Ordeal").

### Tenente Keith Ford (Keith Alexander)
Entrevistador de TV que entrou para a SHADO e se tornou o principal oficial de comunicações. O ator Keith Alexander deixou o elenco após a interrupção da produção e o personagem desapareceu no último terço da série.

### Tenente Ayshea Johnson (Ayshea Brough)
Uma oficial do quartel-general da SHADO na maioria dos episódios. Inicialmente fazia diferentes tarefas –sentada diante de um computador, ela é a mulher na tela que sorri para o Coronel Alec Freeman na abertura; mais tarde tornou-se oficial de comunicações da SHADO trabalhando com o Tenente Ford. Em sua última aparição, Johnson está na Base Lunar ("Mindbender"). Altamente observadora, ela dá a informação crucial no episódio "The Cat with Ten Lives."  O nome completo da personagem é falado apenas no episódio "The Sound of Silence". Nos créditos ela é identificada apenas como Ayshea (nome real da atriz).

### Dr. Doug Jackson (Vladek Sheybal)
Psiquiatra da SHADO e oficial de ciências.Uma figura sinistra que algumas vezes parece ter seus próprios propósitos, Jackson serve em diferentes funções na SHADO, inclusive atuando como oficial de acusação na corte-marcial de Paul Foster. Quando Foster fugiu da detenção após ser falsamente acusado, Jackson foi bem-sucedido em convencer o General Henderson a ordenar aos guardas o uso de dardos tranquilizantes. Doug Jackson não é o nome de nascimento do personagem, pois ele fala com um forte sotaque do leste europeu. Suas origens, contudo, nunca foram exploradas.

### Tenente Joan Harrington (Antonia Ellis)
Outra trabalhadora da Base Lunar, Harrington foi uma das primeiras recrutadas para a organização (visto em "Confetti Check A-OK").

### Senhorita Ealand (Norma Ronald)
Operativa da SHADO disfarçada de secretaria do estúdio cinematográfico de Straker. Ela é a primeira da linha de defesa contra qualquer intromissão do quartel-general da SHADO, protegendo a saída de Straker pelo elevador do escritório. O personagem não é visto na maioria dos episódios pós-mudança de estúdio, tendo sido substituída em dois episódios pela Senhorita Holland (interpretada por Lois Maxwell).

### Tenente Mark Bradley (Harry Baird)
Piloto interceptador caribenho, baseado na Lua. Ele foi envolvido romanticamente com a Tenente Ellis durante um tempo, e assumiu postos temporários no Quartel-General terrestre da SHADO e no comando da Base Lunar. Baird deixou a série após participar de quatro episódios, mas apareceu em cenas filmadas anteriormente, em vários episódios.

### Personagens menores
Uma das mulheres anônimas em cenas da Base Lunar foi interpretada por Shakira Baksh, que mais tarde se casaria com o ator Michael Caine. O produtor Gerry Anderson mais tarde confessou que perdera a paciência com ela várias vezes durante as filmagens.
Steve Phillips, um dos pilotos interceptadores, foi interpretado pelo grande ator britânico Steven Berkoff.

## Tramas
A premissa básica do programa é o futuro próximo – uma versão ficcional de 1980 (uma data indicada na abertura dos créditos) – quando a Terra é visitada e atacada por alienígenas do Espaço vindos de um planeta desértico e os humanos são capturados e com os órgãos retirados para uso dos extraterrestres. Os principais personagens da série são membros de uma secreta, altamente tecnológica e internacional agência empenhada na defesa Terra, no estudo e na luta contra os misteriosos alienígenas.

### OVNIs
As naves espaciais invasoras podem cruzar a vasta distância entre o planeta dos alienígenas e a Terra mas com o seu tamanho carregam apenas um ou dois tripulantes. A equipe na base é limitada: os alienígenas sobrevivem poucos dias na atmosfera da Terra, antes dos corpos começarem a deteriorar e finalmente, explodirem. As naves alienígenas podem permanecer grandes períodos debaixo d'água; em um dos epísódios, "Reflections in the Water", é descoberta uma grande base alienígena submersa, com um dos OVNIs voando direto para um vulcão extinto que seria uma entrada, descrita por Straker como "uma porta dos fundos para o Atlântico". Uma especial versão de OVNI subaquático aparece em "Sub Smash". Em voo ele emite um ruido eletrónico característico   (produzido pelo compositor da série Barry Gray através de Ondes Martenot). As naves são armadas com raios laser mas podem ser destruídas com armas de guerra convencionais. As armas de uso portátil dos alienígenas são rifles de assalto. Nos últimos episódios os alienígenas são vistos usando outras armas, como um paralisador.

### Alienígenas
Notório na ficção científica, nunca é dado um nome aos alienígenas, tendo sido referidos simplesmente como "os aliens". De aparência humanoide, a autópsia do primeiro alien capturado revela que seus órgãos internos foram transplantados de humanos abduzidos. Os rostos são afetados por um líquido oxigenado da cor verde, o qual se acredita ser usado para conter os efeitos da extrema aceleração dos voos; esse líquido é contido dentro dos capacetes. Os olhos são protegidos por lentes de contatos opacas com pequenos furos para possibilitarem a visão. Na sequência de abertura é mostrada a cena de lentes de contato sendo removidas de um olho real com o uso de uma pinça — mas a lente nunca foi mostrada em contato com o olho.
Não mais do que dois alienígenas são mostrados a cada vez. No episódio Ordeal, quando Foster é capturado por dois aliens, um dos dois está sempre fora da cena na que Foster aparece.
As roupas espaciais dos aliens foram feitas de lycra vermelha. No começo da produção as roupas eram ornamentadas com detalhes prateados. Mais tarde foram substituídos por partes prateadas. Os riscos verticais nos lados do capacete, são respiradouros para os atores.

### SHADO
Para a defesa contra os alienígenas, uma organização secreta chamada SHADO (Supreme Headquarters Alien Defence Organisation ou Supremo Quartel-General da Organização contra os Alienígenas) foi fundada. O nome em inglês remeta a "sombras", já que a organização funciona sem o conhecimento do público em geral. Operando sob o disfarce dos Estúdios Harlington-Straker de cinema na Inglaterra, a SHADO é liderada pelo Comandante Ed Straker, piloto da Força Aérea Norte-Americana, coronel e astronauta que aparece publicamente como o chefe executivo do estúdio.
Na verdade, isso foi uma maneira encontrada pelos produtores para reduzirem os custos – as cenas do estúdio usavam as próprias dependências de onde a séria era filmada, primeiramente o Estúdio Britânico da MGM, depois o Estúdio Pinewood, apesar de que o escritório do Harlington-Straker era na verdade o Neptune House – um prédio do British National Studios, em Borehamwood, de propriedade da ATV. Os prédios do Pinewood e as ruas internas foram usadas extensivamente nos últimos episódios, particularmente em "Timelash" e "Mindbender". Em um episódio, Straker sofre alucinações que o fazem acreditar que é um ator numa série de TV e todos os seus colegas da SHADO são atores como ele.
Típica das produções dos Anderson, a ideia do disfarce do estúdio era para cortar custos. Assim, não tinham a necessidade de mostrar uma custosa aparência exterior das bases da SHADO.
Outra característica dos Anderson era o conceito de mecanismos de transporte como os tubos do  Stingray e os dos veículos Thunderbird. Em UFO, isso aparece no compartimento secreto do escritório de Straker, com um elevador que o leva até o centro de controle da SHADO, localizado no subterrâneo do estúdio. Os pilotos interceptadores no espaço e do jato "Sky One" fazem uso de rampas de lançamentos. Os interceptadores partem de um hangar que possui uma plataforma elevatória para o lançamento, disfarçada de uma cratera lunar.

### Equipamentos da SHADO
A SHADO possuia uma variedade de veículos e equipamentos high-tech. Os primeiros alertas dos ataques dos alienígenas vinham do SID (Space Intruder Detector ou Detector de Intrusos do Espaço), um computador instalado em um satélite que constantemente monitorava as incursões de OVNIs. A linha de frente era a Base Lunar que tinha três naves interceptadoras, armadas com misseis nucleares. A segunda linha de defesa tinha o SkyDiver, um submarino que lançava sob o mar a aeronave interceptadora Sky One, que atacava os OVNIs na atmosfera da Terra. A última linha defensiva eram unidades no solo que incluíam as armas e veículos de Infantaria (IFV) equipados com lagartas. Os efeitos especiais, como em todos os programas de marionetes dos Anderson, foram supervisionados por Derek Meddings, enquanto os veículos foram desenhados por Meddings e seu assistente, Michael Trim.

## Ambientação
O conceito do programa era muito sombrio para a época: a premissa básica era a de que os aliens invasores abduziam os humanos e os faziam doadores involuntários de órgãos. Em "The Cat with Ten Lives", é usado um roteiro sinistro que sugere que os pilotos dos OVNIS não são aliens humanoides mas humanos que haviam sido abduzidos, e que agora eram controlados pela inteligência extraterrestre, ideia sugerida (como em Captain Scarlet) a partir de uma fala do Dr. Jackson, "que os seres não existiam como matéria e por isso precisavam de um invólucro, um veículo, nossos corpos."
O programa tinha realismo, relações factíveis entre os personagens humanos, indo além de uma convencional série televisiva de ficção científica, demonstrando influências de programas como The Twilight Zone e Star Trek e séries de ação britânicas tais como Danger Man. Um dos primeiros episódios, "Computer Affair", traz um romance interracial entre dois personagens regulares (incomum na TV britânica da época), enquanto em outros há personagens cometendo enganos, alguns com consequências fatais. Poucos episódios da série tinham finais felizes ou satisfatórios para os personagens.
O episódio "Confetti Check A-OK" é quase inteiramente calcado na derrocada do casamento de Straker. Em outro, "A Question of Priorities", Straker faz uma angustiante escolha de vida-ou-morte. Duas cenas-chaves: O filho de Straker agonizando e sua ex-esposa declarando que não o queria ver novamente – as cenas foram repetidas em flashback em dois episódios posteriores: "Sub-Smash" e "Mindbender", sugerindo que Straker permanecia sofrendo emocionalmente com aquilo.
Em outro episódio, "The Square Triangle", uma mulher e o amante planejam assassinar o marido dela. Quando ele acidentalmente mata um alienígena, a SHADO intervém e ministra drogas de amnésia no casal (décadas antes de Men in Black). Straker acha, contudo, que as drogas não teriam efeitos em motivações básicas e ao fim dos créditos a mulher é vista visitando a cova do marido e logo após caminha em encontro ao amante.
Havia um misto de sombrio drama humano e aventura de ficção científica que fez com que a série fosse cultuada. Na época houve confusão nas redes televisivas dos Estados Unidos e da Grã-Bretanha, que foram incapazes de definir se a série era um programa para adultos ou crianças - a série foi exibida nas manhãs de sábado na Inglaterra - e contribuiu para o seu cancelamento.

## Efeitos especiais
O supervisor Derek Meddings era um dos maiores profissionais daqueles dias, capaz de fazer com que recursos limitados não interferissem na qualidade da produção.
Os refinados efeitos especiais subaquáticos desenvolvidos em Stingray apareceram melhorados na série, como um visor de dupla face dos capacetes dos alienígenas que continham um líquido de cor verde. Quando filmados no ângulo adequado, trazia uma ilusão convincente de que a cabeça submergia no líquido.

## Segunda série eSpace: 1999
Dois anos após os 26 episódios terem sido finalizados, a série foi distribuída nos Estados Unidos e a boa audiência levou a feitura de uma proposta para a ITC de realização de uma segunda temporada. Como os episódios em que aparecia a Base Lunar eram os mais populares, a ITC insistiu que nessa nova série a ação tomasse lugar na Lua. Gerry Anderson apresentou um formato em que a Base Lunar  SHADO aumentasse de importância e se tornasse o quartel-general da organização e a pré-produção UFO 2 começou com grandes recursos e novos desenhos para a renovada Base Lunar. Uma trama secundária que tinha sido mostrada em "Kill Straker!" mostraria Straker negociando com os financiadores da SHADO os fundos para a construção de mais bases lunares no período de 10 anos. Mas os distribuidores americanos largaram o projeto após o término da exibição da série no país e a ITC cancelou a continuação. Anderson não queria perder a pré-produção e em seguida ofereceu a ITC a ideia de uma nova série, na qual a Lua sairia da órbita terrestre mas com os ocupantes da Base Lunar conseguindo sobreviver a essa catástrofe mas sem condições de retornarem a Terra. Essa ideia geraria a série Space: 1999. Quando foi ao ar, não havia ligações no roteiro desse novo programa com a série precursora.

## Visual futurista
- Nunca foi explicado porque as mulheres da Base Lunar usavam perucas púrpuras e muita maquiagem nos olhos. Gerry Anderson disse que essa roupa era melhor para ser filmada com as luzes brilhantes e Sylvia Anderson disse que acreditava que de fato as perucas viriam a compor os uniformes militares dos anos de 1980. Quando as mulheres da Base Lunar visitavam a Terra (como Ellis e Barry fizeram certa vez), não vestiam seus adereços lunares.
- Ed Bishop, que tinha cabelos escuros na vida real, inicialmente branqueou-os. Mais tarde começou a usar uma peruca platinada quando a pintura começou a danificar os cabelos. Bishop, até pouco antes da sua morte, guardara uma das perucas e a usava nas convenções de ficção científica e programas de TV que participava. Ele também guardou seu relógio Certina, criado especialmente para o seu personagem.
- Os pilotos do submarino Skydiver e da Base Lunar, deslizavam para seus veículos através de tubos. Isso foi uma alusão às primeiras séries dos Andersons, tais como Thunderbirds.
- O carro com turbinas de Ed Straker, que lembrava o Citroën SM 1970 foi montado na verdade num chassis de um Ford Zephyr.
- Os paineis de controle luminosos e futuristas dos computadores da SHADO, reapareceriam em vários outros programas dos anos de 1970, como Doctor Who, Timeslip, Doomwatch, The Tomorrow People, The Goodies, The New Avengers, Star Maidens e Blake's 7, bem como em filmes para o cinema tais como Diamonds Are Forever, Carry On Loving e Confessions of a Pop Performer. A vestimenta espacial dos alienígenas apareceu em Kadoyng.
- Os futuristas carros com asas usados por Ed Straker e Paul Foster foram originariamente construídos para o filme de Anderson Doppelgänger. Durante a exibição da série, David Lowe e Sydney Carlton buscaram fundos para fundarem uma companhia chamada "The Explorer Motor Company", que deveria produzir em massa esses carros. Um protótipo de plástico do carro de Straker chegou a ser feito mas a companhia nunca conseguiu decolar.[4]
- Ed Bishop e Michael Billington comentaram que os carros futuristas eram impossíveis de guiar  (principalmente por causa do volante, que era vistoso mas sem funcionalidade). As portas com as asas não abriam automaticamente, como visto nas cenas.
- No episódio "Survival" foi dito que a Base Lunar localizava-se na Mare Imbrium, ou numa parte a nordeste dali, de acordo com um mapa que Foster e um alien analisam. O mapa é real.[5]
- O Trimphone, um modelo de telefone com projeto britânico usado na década de 1960, aparecia com frequência na série.

## Antevisão
UFO foi filmado entre 1969 e 1970 mas muitas de suas previsões sobre a vida futura se tornaram realidade. Algumas das inovações previstas na série:
- Telefones em carros
- Portas automáticas com asas nos automóveis (na verdade houve um modelo pioneiro com essa ideia, o Mercedes-Benz 300SL, mas que não era lembrado em 1969.)
- Nave espacial lançada de uma aeronave.
- Problemas com o detrito espacial
- Uso extenso de computadores na vida cotidiana
- Impressão digital eletrônica digitalizada e mantida em um banco de dados.
- Sistema de identificação de voz.
- Satélites-espiões.

## Episódios
| Episódio # | Exibição Original       | Título                   | Ordem de produção | Atores convidados | Resumo | Notas |
| ---------- | ----------------------- | ------------------------ | ----------------- | --- | --- | --- |
| 1-01       | 16 de setebro de 1970   | Identified               | 1                 | Shane Rimmer, Michael Mundell | Após 10 anos de planejamento, a SHADO entra oficialmente em operação e intercepta o seu primeiro OVNI. Um piloto alienígena é capturado e se descobre nele órgãos humanos transplantados. | Nenhuma |
| 1-02       | 23 de setembro de 1970  | Exposed                  | 5                 | Jean Marsh, Robin Bailey, Basil Moss, Arthur Cox, Matt Zimmerman                                                                                         | O piloto de testes civil Paul Foster acidentalmente testemunha uma operação da SHADO e ele não tem escolha: ou entra para a organização ou morre.                                         | Nenhuma |
| 1-03       | 30 de setembro de 1970  | Kill Straker!            | 16                | David Sumner, Louise Pajo | Foster e seu co-piloto do módulo lunar sofrem lavagem cerebral por parte dos alienígenas que lhe ordenam matar Straker.                                                                   | Nenhuma |
| 1-04       | 30 de setembro de 1970  | The Cat with Ten Lives   | 19                | Alexis Kanner, Geraldine Moffatt, Steven Berkoff, Windsor Davies, Colin Gordon, Lois Maxwell                                                             | Um piloto da SHADO é hipnotizado por um gato siamês alienígena. | Nenhuma |
| 1-05       | 7 de outubro de 1970    | Conflict                 | 6                 | Drewe Henley | Após a destruição misteriosa do Módulo Lunar 32, Straker faz campanha para a remoção do detrito espacial da órbita da Terra.                                                              | Nenhuma |
| 1-06       | 7 de outubro de 1970    | E.S.P.                   | 15                | John Stratton, Douglas Wilmer, Deborah Stanford, Stanley McGeagh                                                                                         | Um homem com percepção extrassensorial descobre sobre a SHADO e é assediado pelos alienígenas.                                                                                            | Nenhuma |
| 1-07       | 7 de outubro de 1970    | The Sound of Silence     | 18                | Michael Jayston, Susan Jameson, Richard Vernon, Gito Santana, Basil Moss, Burnell Tucker, Tom Oliver, Malcolm Reynolds                                   | Uma cavaleira é abduzida pelos alienígenas. | Nenhuma |
| 1-08       | 14 de outubro de 1970   | A Question of Priorities | 8                 | Suzanne Neve, Philip Madoc, Mary Merrall | Straker deve fazer uma terrivel escolha: deter um alienígena ou levar remédios para o seu filho seriamente ferido.                                                                        | Nenhuma |
| 1-09       | 11 de novembro de 1970  | The Square Triangle      | 11                | Adrienne Corri, Patrick Mower, Allan Cuthbertson, Anthony Chinn, Godfrey James                                                                           | A SHADO se envolve com um triângulo amoroso assassino. | Nenhuma |
| 1-10       | 11 de novembro de 1970  | Sub-Smash                | 17                | Anthony Chinn, Paul Maxwell, Alan Haywood, Burnell Tucker                                                                                                | Straker deve enfrentar sua claustrofobia quando o Skydiver é danificado. | Único episódio em que o Sky 1 é lançado de forma diferente da de outros episódios. |
| 1-11       | 2 de dezembro de 1970   | Destruction              | 20                | Stephanie Beacham, Philip Madoc, Edwin Richfield, Steven Berkoff, Jimmy Winston                                                                          | Os alienígenas tentam destruir uma embarcação que carrega um tóxico gás dos nervos, tentando contaminar o oceano.                                                                         | Os OVNIS entram numa batalha direta contra a Real Marinha Britânica. |
| 1-12       | 9 de dezembro de 1970   | Computer Affair          | 2                 | Michael Mundell | Uma investigação da SHADO revela que um romance trouxe problemas para as operações da Base Lunar.                                                                                         | Nenhuma |
| 1-13       | 16 de dezembro de 1970  | Close Up                 | 13                | Neil Hallett, Peter Burton, John Levene, Alan Tucker | A SHADO obtém as primeiras imagens do lar dos alienígenas. | Nenhuma |
| 1-14       | 30 de dezembro de 1970  | The Psychobombs          | 22                | David Collings, Deborah Grant, Mike Pratt, Tom Adams, Alexander Davion, Christopher Timothy, Hans De Vries                                               | Os alienígenas transformam três humanos em bombas ambulantes. | Único episódio que mostra um Skydiver com Sky 3 acoplado. |
| 1-15       | 6 de janeiro de 1971    | Survival                 | 4                 | Suzan Farmer, Gito Santana, David Weston, Ray Armstrong                                                                                                  | Foster é transferido para a Lua, onde ele faz amizade com um alienígena igualmente transferido.                                                                                           | Nesse episódio, Straker diz que a questão racial se agravou "cinco anos atrás", que seria 13 de abril de 1981. Em outra série de Anderson, "Space: 1999", o comandante Koenig alude a questão, que teria terminado após um grande conflito de 10 ou 12 anos antes de 1999. |
| 1-16       | 13 de janeiro de 1971   | Mindbender               | 25                | Stuart Damon, Charles Tingwell, Anouska Hempel, Philip Madoc, Steven Berkoff, Peter Halliday, Basil Dignam, Stephan Chase, James Marcus, Stanley McGeagh | Um aparato alienígena faz com que Straker e outros operativos da SHADO tenham alucinações.                                                                                                | Ed Straker alucina e acha que é um ator de televisão numa série sobre os OVNIs. Ele sai do set e entra no mundo real, no local onde UFO é produzido e podem ser vistos os cenários nos quais a série é filmada. Todos os atores (exceto Ed Bishop) são chamados pelos nomes reais: Paul Foster é chamado de "Mike" (de Mike Billington), o General Henderson é chamado de "Grant" (de Grant Taylor) e assim por diante. |
| 1-17       | 20 January 1971         | Flight Path              | 3                 | George Cole, Sonia Fox, David Daker | Um chantagista operativo da SHADO abre as portas para um possível ataque alienígena a Base Lunar.                                                                                         | Nenhuma |
| 1-18       | 20 de janeiro de 1971   | Ordeal                   | 9                 | David Healy, Quinn O'Hara | Os alienígenas abduzem Foster. | Inclui "Get Back" do grupo The Beatles. O episódio é de 1969, o mesmo ano em que a canção foi lançada. |
| 1-19       | 3 de feveriro de 1971   | The Man Who Came Back    | 21                | Derren Nesbitt, Lois Maxwell, Roland Culver, David Savile                                                                                                | Um piloto da SHADO acredita ter morrido subitamente e conseguiu voltar à vida, causando suspeitas em Straker.                                                                             | Nenhuma |
| 1-20       | 10 de fevereiro de 1971 | The Dalotek Affair       | 7                 | Tracy Reed, Philip Latham, Basil Moss, John Breslin, Clinton Greyn, Dr. Frank E. Stranges, David Weston, Alan Tucker                                     | Problemas de comunicação com a Base Lunar transferem as operações para outras bases que não são da agência.                                                                               | O episódio mostra bases lunares não afiliadas a SHADO e as comunicações entre as mesmas. |
| 1-21       | 17 de fevereiro de 1971 | Timelash                 | 24                | Patrick Allen, Ron Pember, John J. Carney | O tempo congela e Striker, o único da base que não foi afetado, enfrenta um traidor | Nenhuma |
| 1-22       | 3 de março de 1971      | The Responsibility Seat  | 10                | Jane Merrow, Patrick Jordan | Straker é atraído por uma repórter, o que ameaça a segurança da SHADO. | Nenhuma |
| 1-23       | 1 de abril de 1971      | The Long Sleep           | 26                | Tessa Wyatt, Christian Roberts, John Garrie, Christopher Robbie                                                                                          | Uma mulher que ficou em coma por uma década é usada numa caçada a uma bomba alienígena.                                                                                                   | Esse episódio foi citado como referência a uso de drogas, o que levou a que muitas redes regionais americanas o editassem, deixando-o diferente do original inglês. |
| 1-24       | 1 May 1971              | Court Martial            | 12                | Jack Hedley, Pippa Steel, Louise Pajo, Georgina Cookson, Tutte Lemkow                                                                                    | Foster é julgado e sentenciado a morte após uma quebra de segurança ter sido atribuída a ele.                                                                                             | Nenhuma |
| 1-25       | 10 de julho de 1971     | Confetti Check A-O.K.    | 14                | Suzanne Neve, Shane Rimmer, Jeffrey Segal, Tom Oliver, Donald Pelmear, Geoffrey Hinsliff, Jack May, Alan Tilvern, Gordon Sterne                          | Um episódio em retrospectiva, mostrando a formação da SHADO e o término do casamento de Straker.                                                                                          | Nenhuma |
| 1-26       | 24 de julho de 1971     | Reflections in the Water | 23                | Steven Berkoff, James Cosmo, Richard Caldicot, David Warbeck, Anouska Hempel, Gordon Sterne, Conrad Phillips, Gerald Cross                               | Straker e Foster investigam uma base alienígena submarina. | Uma grande batalha contra os OVNIs é quase uma compilação dos efeitos especiais usados nos episódios anteriores. Quatro mísseis interceptadores são vistos sendo lançados. |

Episódios foram editados em 1980 para formar um programa chamado Invasion: UFO, que foi distribuído para as redes americanas e europeias. Tinha a duração aproximada de 30 minutos e uniu Identified, Computer Affair e Reflections in the Water, finalizando com The Man Who Came Back. Segmentos curtos de ESP e Confetti Check A-OK foram usados como pontes nos saltos de continuidade.

## Exibição lusófona

### Brasil
No Brasil, a série estreou em 26 de outubro de 1973, uma sexta-feira, na TV Record, Canal 7, no horário das 21hs, substituindo outra série, "Os Insociáveis".

### Portugal
A série nunca foi transmitida pela televisão portuguesa. 
Em Portugal continental, o filme Invasion: UFO foi transmitido pela RTP1 a 29 de setembro de 1984. Na Madeira, foi transmitido pela RTP Madeira a 12 de janeiro de 1985. Também chegou a ser editado em VHS pela Vídeo Ibérico em 1987.
A série em si acabaria por estrear diretamente em DVD a 17 de março de 2005, editada pela Prisvideo.

## Histórias de UFO em outras mídias
- Duas novelizações baseadas na série foram publicadas no Reino Unido e nos Estados Unidos.
- Nos quadrinhos "Countdown" e "TV Action"; episode guide.
- Entre 1991 e 1999 a Entropy Express de Brighton, Austrália publicou 7 revistas em um periódico chamado Flightpath, contendo 39 textos no cenário de UFO. Inclui um crossover com a série Bergerac e o filme Predator.